# (2417) McVittie
(2417) McVittie (1964 CD; 1929 CL1; 1958 DN; 1976 GT1; 1977 LE; 1978 NZ6; 1981 AK) ist ein ungefähr 18 Kilometer großer Asteroid des äußeren Hauptgürtels, der am 15. Februar 1965 im Rahmen des Indiana Asteroid Programs am Goethe-Link-Observatorium in Brooklyn, Indiana (IAU-Code 760) entdeckt wurde. Durch das Indiana Asteroid Program wurden insgesamt 119 Asteroiden neu entdeckt.

## Benennung
(2417) McVittie wurde nach dem britischen theoretischen Kosmologen George McVittie (1904–1988) benannt. Er wurde im Osmanischen Reich geboren und verbrachte seine frühe Karriere im Vereinigten Königreich. Von 1952 bis 1972 war er in der Abteilung für Astronomie der University of Illinois. Seine eigene Forschung war theoretisch und umfasste Relativitätstheorie und Kosmologie. Von 1961 bis 1970 war er Sekretär der American Astronomical Society. Nach seiner formellen Pensionierung kehrte er an die University of Kent zurück.